# Ward (Arkansas)
Ward è una città degli Stati Uniti d'America situata nello Stato dell'Arkansas, nella Contea di Lonoke.